# Srinagar (Uttarakhand)
Srinagar ist eine Stadt mit ca. 45.000 Einwohnern in der Region Garhwal im nordindischen Bundesstaat Uttarakhand.

## Lage und Klima
Die ca. 560 m hoch gelegene Stadt Srinagar liegt am Fluss Alaknanda in einem Tal der Siwalik-Berge, einem südlichen Vorgebirge des Himalaya. Die indische Hauptstadt Delhi befindet sich ca. 335 km (Fahrtstrecke) südwestlich. Das Klima ist gemäßigt bis warm; Regen (ca. 2000 mm/Jahr) fällt überwiegend in den sommerlichen Monsunmonaten Juli bis September.

## Einwohner
Knapp 96 % der Einwohner sind Hindus, ca. 3,5 % sind Moslems; der Rest entfällt auf andere Religionsgruppen wie Sikhs, Buddhisten und Christen. Der männliche und der weibliche Bevölkerungsanteil sind ungefähr gleich hoch. Man spricht Hindi und Pahari.

## Wirtschaft
Die Stadt ist Sitz zahlreicher nationaler Institute und Organisationen und lebt in hohem Maße von direkten oder indirekten Unterstützungsleistungen durch den indischen Staat. In den letzten Jahrzehnten des 20. Jahrhunderts haben sich kleinere bis mittelgroße Unternehmen angesiedelt und auch der Tourismus hat einen gewissen Aufschwung genommen.

## Geschichte
Um das Jahr 1506 verlegte Ajay Pal, der Gründer des Königreiche Garhwal, seine Hauptstadt hierhin. Von 1806 bis 1815 stand die Region unter der Kontrolle der nepalesischen Gurkhas; danach beherrschte die Briten das Land. Im Jahr 1803 richtete ein Erdbeben größere Schäden an und 1894 zerstörte eine durch einen Dammbruch ausgelöste Flutkatastrophe die Stadt beinahe vollständig. Danach wurde sie langsam wieder aufgebaut.

## Sehenswürdigkeiten
Die Stadt hat keine historisch oder kulturell bedeutsamen Sehenswürdigkeiten.